# Classificazione decimale universale della matematica
La classificazione decimale universale (CDU) dedica alla matematica la classe 51.
Nelle biblioteche italiane la CDU viene utilizzata prevalentemente attraverso la traduzione italiana curata intorno al 1972 da commissioni coordinate dal CNR; la parte della matematica è stata curata da Michele Sce.
Nella CDU la classe della matematica segue la 50, classe intitolata Opere di carattere generale riguardanti la scienza pura, e precede le classi 52 Astronomia, Geodesia e 53, Fisica.
Nell'ambito della classe 50 la matematica viene organizzata con le seguenti suddivisioni principali:
- 51.01   Filosofia della matematica
  - 51.01:159.9   La matematica dal punto di vista psicologico
  - 51.01:159.924   La matematica e il problema del genio
  - 51.01:165   La matematica e il sapere
  - 51.01:165.6   La filosofia della matematica dal punto di vista del criticismo
  - 51.01:19   La filosofia di Kant e la matematica
- 511   Aritmetica e teoria dei numeri
  - 511.1   Numerazione. Operazioni aritmetiche
  - 511.2   Generalità (Congruenze e equazioni indeterminte di I grado. Residui quadratici. Numeri complessi. Quaternioni a coefficienti interi. Congruenze binomiali. Divisione del cerchio. Numeri primi. Teoria additiva)
  - 511.3   Funzioni numeriche eccetto {\displaystyle \,\phi (m)}
  - 511.4   Forme e sistemi di forme
  - 511.5   Equazioni indeterminate (diofantine) di grado superiore al primo
  - 511.6   Numeri algebrici interi. Corpo dei numeri
  - 511.7   Approssimazioni con numeri razionali. (Approssimazioni diofantine. Frazioni continue)
  - 511.8   Numeri trascendenti
  - 511.9   Argomenti vari
- 512   Algebra
  - 512.1   Operazioni algebriche elementari e formule
  - 512.2   Equazioni e funzioni di I e II grado
  - 512.3   Teoria delle equazioni
  - 512.4   Teoria di Galois e risoluzione di equazioni per mezzo di radicali
  - 512.5   Funzioni razionali fratte. Interpolazione
  - 512.8   Algebra superiore (Determinanti. Sostituzioni lineari. Eliminazione. Invarianti e covarianti di una forma. Forme varie)
  - 512.9   Teoria generale di complessi di dimensione superiore. Algebra universale. (Numeri complessi superiori. Equipollenza. Dimensioni complesse. Quaternioni. Biquaternioni. Nonioni. Calcolo vettoriale)
- 513   Geometria
  - 513.0   Generalità. Principi di Geometria. Assiomi. Trattazione analitica. Metodi infinitesimali e particolarità. Suddivisioni dal punto di vista della teoria dei gruppi
  - 513.1/.2   Planimetria
  - 513.3/.4   Geometria solida
  - 513.51/.55   Coniche
  - 513.56/.58   Quadriche
  - 513.59   Varietà quadriche {\displaystyle \,{V_{n}}^{2}}
  - 513.6   Curve algebriche, superficie e varietà. Curve speciali trascendentali, superficie e varietà
  - 513.61   Curve algebriche piane
  - 513.62   Superficie algebriche
  - 513.63   Curve algebriche sghembe
  - 513.64   Curve e superficie trascendenti
  - 513.65   Curve algebriche sghembe non semplici (non in S3)
  - 513.66   Varietà algebriche di ordine superiore a 2 con {\displaystyle \,\infty ^{n-1}} punti in Sn
  - 513.67   Varietà algebriche di ordine superiore a 2 con {\displaystyle \,\infty ^{n-k-1}} punti in Sn con 0<k<n-2
  - 513.68   Curve trascendenti non semplici e varietà
  - 513.7   Geometria delle curve. Complessi e incongruenze. Connessi. Geometria infinitesimale e cinematica. Trasformazioni
  - 513.71   Complessi e congruenze
  - 513.72   Connessi. Sistemi di curve, superficie e varietà. Geometria numerativa
  - 513.73   Geometria infinitesimale, geometria cinematica. Applicazioni geometriche del calcolo differenziale e integrale alla teoria delle curve, superficie e varietà. Quadratura e rettificazione. Curvatura. Aree. Volumi. Superficie minime. Sistemi ortogonali
  - 513.74   Geometria infinitesimale, cinematica in più dimensioni.
  - 513.75   Trasformazioni geometriche. Omografie. Omologie e relazioni fra figure. Correlazioni e polari reciproche. Inversioni. Trasformazioni birazionalie di altro tipo
  - 513.76   Trasformazioni nel piano e nello spazio a tre dimensioni
  - 513.77   Trasformazioni geometriche in spazi a più dimensioni
  - 513.8   Geometrie varie
  - 513.81   Geometria non euclidea
  - 513.82   Geometria a più dimensioni
  - 513.83   Analysis situs. Geometria di posizione. Topologia
  - 513.84   Teoria delle configurazioni
  - 513.85   Geometria dei numeri
  - 513.86   Geometria non archimedea
  - 513.87   Geometria percettiva (proporzioni apparenti) di strutture reali
  - 513.88   Lo spazio a infinite dimensioni
- 514   Trigonometria e poligonometria
- 515   Geometria descrittiva. Proiezioni. Prospettiva
- 516   Geometria analitica. Coordinate
- 517   Analisi
  - 517.1   Principi generali. (Matematica. Logica. Metalogica). Matematica assiomatica. Rappresentazione di numeri reali mediante limiti
  - 517.2   Calcolo differenziale
  - 517.3   Calcolo integrale
  - 517.4   Determinanti funzionali. Forme differenziali. Operatori differenziali e integrali
  - 517.5   Teoria generale delle funzioni (Funzioni di variabili reali. Serie e successioni. Proprietà generali delle funzioni analitiche di una variabile complessa. Rappresentazione conforme e analoghe funzioni di più variabili complesse. Funzioni algebriche. Funzioni circolari e altre)
  - 517.6   Integrali definiti. Integrali euleriani
  - 517.7   Funzioni ellittiche e loro applicazioni
  - 517.8   Funzioni iperellittiche, funzioni e fuchsiani
  - 517.9   Equazioni differenziali e equazioni differenziali alle derivate parziali. Equazioni funzionali. Equazioni alle differenze finite. Serie ricorrenti
- 518   Metodi di calcolo. Nomografia. Tavole. Calcolo grafico. Giochi matematici e ricreazioni
  - 518.2   Tavole logaritmiche e trigonometriche
  - 518.3   Nomografia
  - 518.5   Metodi meccanici
  - 518.6   Altri metodi di calcolo
  - 518.9   Giochi matematici e ricreazioni
- 519   Analisi combinatoria. Calcolo delle probabilità. Teoria generale di gruppi di trasformazioni. Teoria degli aggregati. Geometria di posizione
  - 519.1   Analisi combinatoria
  - 519.2   Calcolo delle probabilità
  - 519.3   Calcolo delle variazioni
  - 519.4   Teoria generale di gruppi
  - 519.5   Teoria degli aggregati.